# Geunteng Barat
Geunteng Barat is een bestuurslaag in het regentschap Pidie van de provincie Atjeh, Indonesië. Geunteng Barat telt 983 inwoners (volkstelling 2010).